# Götterlieder II
Götterlieder II – trzeci album studyjny paganmetalowej grupy Odroerir wydany 28 maja 2010 roku przez Einheit Produktionen.

## Lista utworów
1. „Heimdall” – 8:03
2. „Bifröst” – 2:57
3. „Des Thors Hammer Heimholung” – 8:23
4. „Idunas Äpfel” – 8:26
5. „Skadis Rache” – 8:42
6. „Der Riesenbaumeister” – 7:23
7. „Allvater” – 19:03

## Twórcy
- Thomas „Fix” Ussfeller – śpiew, gitara akustyczna, flet, flażolet
- Stickel – śpiew, gitara
- Natalie Nebel – śpiew
- Manuel „Marley” Schmidt – gitara basowa, róg
- Veit – skrzypce, wiolonczela
- Philipp – perkusja
- Enrico Neidhardt – realizacja nagrań, miks
- Achim Köhler – mastering
- Andreas Spitzner – projekt okładki